# غاري راسيل (لاعب كرة قدم أمريكية)
غاري راسيل (بالإنجليزية: Gary Russell)‏ هو لاعب كرة قدم أمريكية أمريكي، ولد في 8 سبتمبر 1986 في كولومبوس في الولايات المتحدة.

## وصلات خارجية
- غاري راسيل على موقع مرجع كرة القدم المحترفة.كوم (الإنجليزية)